# Abraveses (vila)
Abraveses é uma vila portuguesa sede da Freguesia de Abraveses, no Município de Viseu.
A povoação de Abraveses foi elevada à categoria de vila em 1997 pela Lei n.º 87/97 de 24 de julho.

## História e origem do nome
Na época romana, da bravura e furor com que os povos locais combatiam, julga-se ter nascido o nome de À Braveses, que mais tarde deu origem a Abraveses.
Outra versão ou lenda que poderá ter dado nome a esta terra, terá origem na localização de uma das portas da muralha que dava saída para o caminho romano, a qual só abria às vezes Abras Vezes.
Uma outra versão, talvez mais recente, afirma que a evolução do nome teve como base a existência de um povo, os Bravalenses ou Barbarenses', que haviam habitado o "local de vegetação bárbara". Assim, por evolução fonética, Abralveses e mais tarde Abraveses.

## Tradições e associações culturais
- Balsa - A balsa era o nome dado pelos habitantes da região ao esmagamento da uva.
- Janeiras, Carnaval e o Amentar das Almas.
- Rancho Folclórico de Abraveses
- Grupo Típico Regional e Infantil Os Pauliteiritos de Abraveses com o seu Grupo de Cantares de Janeiras
- Grupo de Escutas de Abraveses se juntaram a esta tradição.
- Grupo Coral de Abraveses
- A Tuna

## Património
- Igreja Matriz de Abraveses
- Cruzeiro dos Centenários em Abraveses

## Equipamentos
- Museu do Quartzo - Centro de Interpretação Galopim de Carvalho

## Orago
A vila de Abraveses pertence à Paróquia de Abraveses que tem por orago a Nossa Senhora dos Prazeres.